# Jacques Sautereau
Jacques Sautereau, nacido el 7 de septiembre de 1860 en Louveciennes (Seine-et-Oise) y murió el 23 de noviembre de 1936 en Saint-Mandé (Seine), es un jugador de cróquet francés.
Él compitió en los Juegos Olímpicos de París 1900 en cróquet. Ganó la medalla de bronce en singles, dos bolas.